# Efraim Zuroff
Efraim Zuroff (New York, 5. kolovoza 1948.) je izraelsko-američki povjesničar, koji je igrao važnu ulogu u otkrivanju nacista koji su izvedeni pred sud u proteklih 28 godina, te je tako zaslužio naslov "Posljednji lovac na naciste". Zuroff je direktor Centra Simon Wiesenthal u Jeruzalemu. Istražuje nacističke zločine diljem svijeta za isti centar i autor je godišnjaka Status Report koji govori o istragama i izručenjima nacista diljem svijeta. Posebno je poznat u Hrvatskoj jer je ušao u trag zapovjedniku Sabirnog logora Jasenovac, Dinku Šakiću, koji se nalazio u Argentini. 

## Stajalište o genocidu u Srebrenici
Zuroff smatra da Genocid u Srebrenici nije bio genocid i kako postoje nastojanja iz političkih razloga označiti ga takvim iako su međunarodni sudovi proglasili zločin u Srebrenici genocidom.

## Stajalište o operaciji Oluji
Za operaciju Oluju smatra da je "etničko čišćenje", tvrdeći da su Srbi "protjerani" te da se nada da svijet ne će Hrvatskoj oprostiti Oluju.